# Diplophos orientalis
Diplophos orientalis is een straalvinnige vissensoort uit de familie van borstelmondvissen (Gonostomatidae). De wetenschappelijke naam van de soort is voor het eerst geldig gepubliceerd in 1940 door Matsubara.